# Dalila Cucchiara
Dalila Cucchiara (Alcamo, 25 luglio 1979) è un'ex cestista italiana.
Ala di 185 cm, ha giocato in Serie A1 e Coppa Ronchetti con Alcamo.